# Belize Special Assignment Group

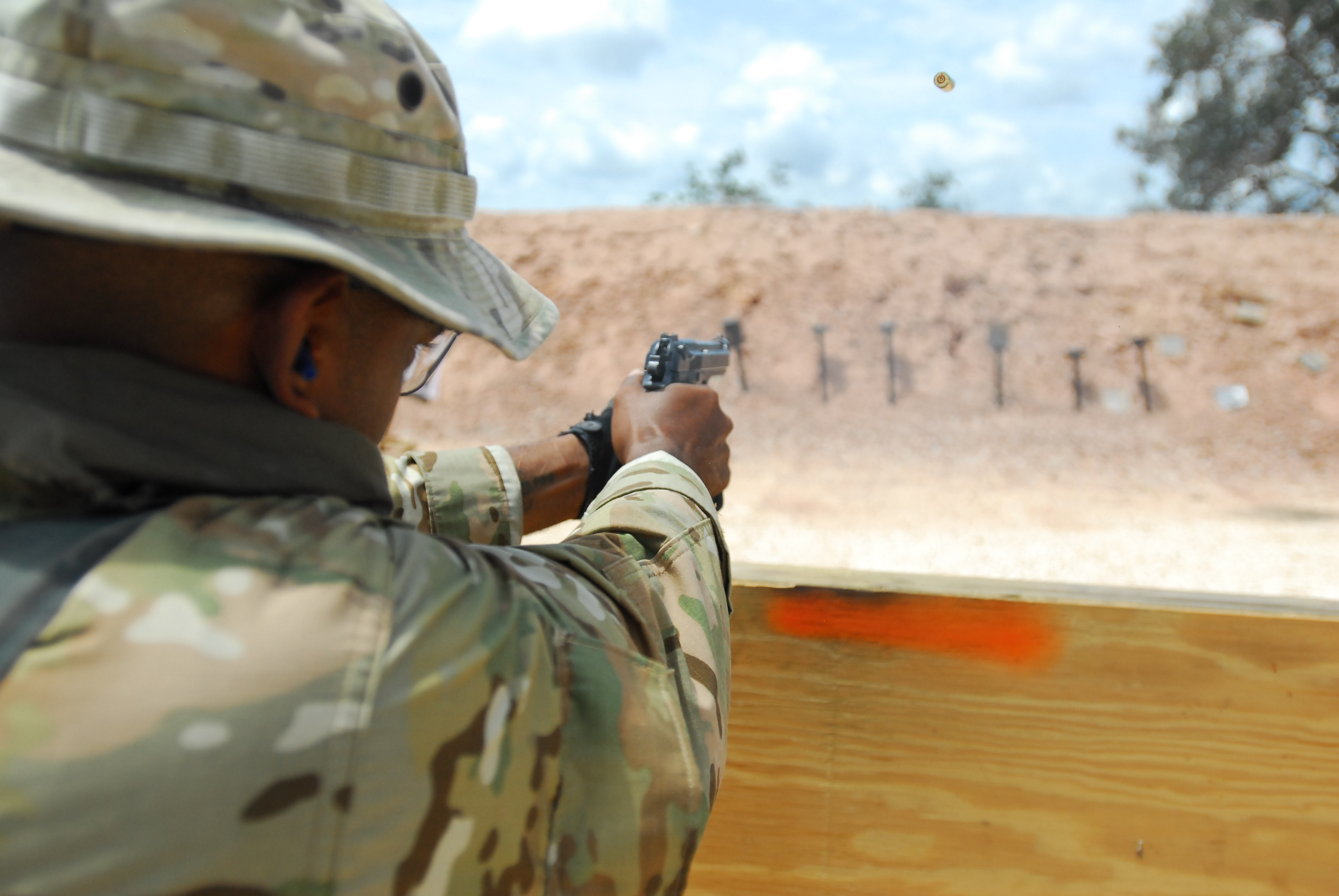
BSAG-Soldaten schießen mit der Pistole M9 während eines gemeinsamen Trainings mit der 7th Special Forces Group

Die Belize Special Assignment Group oder kurz BSAG oder auch B-SAG ist eine Spezialeinheit der Belize Defence Force. Sie wird in erster Linie im Kampf gegen die Drogenrouten durch Mittelamerika eingesetzt. Daneben war die Einheit im Jahr 2010, zum ersten Mal außerhalb des Landes, auch an einer Mission in Haiti beteiligt.
Über die Ausrüstung ist wenig bekannt, außer dass zehn Ford-F350-Pick-Ups, gesponsert von der US-Regierung, von der BSAG genutzt werden.

## Kontroversen
Am 22. Februar 2018 stürmten sieben Soldaten der BSAG und ein Polizist der Special Patrol Unit ein Haus, um ein als gestohlen gemeldetes Handy wiederzuerlangen. Dabei töteten sie eine Frau und verletzten einen Mann schwer, als diese das Telefon nicht herausgaben. Die acht Beschuldigten wurde in Untersuchungshaft genommen und dem Richter im Orange Walk Magistrate Court in Orange Walk Town vorgeführt. Den Sicherheitskräften wurde Mord vorgeworfen. Im September 2018 kamen alle acht Männer aus der Haft frei, weil die Gerichtsakten nicht auffindbar waren.